# James P. Allison
James Patrick Allison, ameriški imunolog in akademik, nobelovec, * 7. avgust 1948, Alice, Teksas, Združene države Amerike.
Znan je po prelomnem odkritju, kako se rakave celice izognejo imunskemu odzivu organizma, kar je odprlo povsem nov pristop za terapijo proti rakavim obolenjem na temelju blokiranja zaviralcev imunskega odziva. Za svoje delo je prejel številne nagrade, vključno z Nobelovo nagrado za fiziologijo ali medicino leta 2018.

## Življenje
Odraščal je v kmečkem okolju Teksasa, kjer se je začel zanimati za medicino po zgledu očeta, otorinolaringologa, osnovnošolski učitelj matematike pa ga je spodbudil k razmišljanju o karieri v naravoslovju. V srednji šoli je povzročil incident, ko ni želel sodelovati pri pouku biologije, ki zaradi verskih razlogov ni vključeval teorije evolucije. Namesto tega je opravil dopisni tečaj biologije na Univerzi Teksasa v Austinu, udeležil pa se je tudi njihove poletne šole naravoslovja. Sprva je želel postati zdravnik kot oče, a se je naposled odločil za kariero znanstvenika. Na Univerzi Teksasa je diplomiral iz mikrobiologije in nato še doktoriral iz biologije, z disertacijo s področja biokemije raka. Za zanimanje za imunologijo in raziskave raka je imel konkretne razloge: mama mu je umrla za rakom, ko je bil še otrok, kasneje pa še brat.
Po doktoratu je odšel na Scrippsov raziskovalni inštitut v San Diego, ob večerih pa je igral orglice v blues skupini ter z njo koncertiral po kalifornijskem podeželju. V tem času se je poročil z Malindo Bell, njun sin Robert se je rodil leta 1990. V laboratoriju se je takrat ukvarjal s preučevanjem in katalogiziranjem ključnih beljakovin, ki gradijo imunski sistem, a ga projekt ni navdušil, tako da se je po enem letu vrnil v Teksas, tokrat v kraj Smithville, kjer je center za raziskave raka Univerze v Teksasu ravno takrat vzpostavljal podružnico. Tam naj bi preučevali vznikanje raka, a je imel v praksi dovolj svobode, da se je lahko posvetil svoji zamisli o imunskem prepoznavanju tumorskih celic in vlogi limfocitov T v njem.
Imunski sistem je bil takrat, v 1970. letih, še pretežno nepoznan, zato se je najprej lotil problema, kako limfociti T prepoznavajo telesu tuje snovi – antigene. T-celični receptor so brez uspeha takrat iskali v mnogih vodilnih laboratorijih v državi, Allison pa je preboj dosegel v zgodnjih 1980. letih, ko je pomislil, da bi ga našel z iskanjem razlik med limfociti T ter limfociti B. Leta 1982 je imel pravo molekulo, a so opis odkritja najuglednejše revije zavrnile, tako da je bilo v manj ugledni reviji skoraj spregledano. Opazila pa ga je Philippa Marrack z Univerze Kalifornije v San Diegu, ki je z drugačno tehniko ponovila njegov poskus in potrdila, da je res našel T-celični receptor.
Po zaslugi odkritja je dobil položaj gostujočega predavatelja na Univerzi Stanford, kjer se je njegov laboratorij spustil v tekmo iskanja genskega zapisa za receptor s takrat novo tehniko kloniranja genov, a jih je prehitel drug laboratorij na Stanfordu. Nekaj let kasneje so Allisona povabili kot raziskovalca na Univerzo Kalifornije v Berkeleyju. Tam je kmalu postal profesor imunologije in direktor laboratorija za raziskave raka. V tem času je postalo jasno, da vezava antigena na T-celični receptor ni dovolj za aktivacijo limfocitov T, zato so se raziskave usmerile v iskanje aktivacijskega dejavnika. Leta 1988 je Allison odkril CD28 (označevalec pripadnosti 28) s to vlogo, a tudi ta ni pojasnil vsega dogajanja v mišjih modelih. Allisonov doktorski študent Matthew Krummel je našel podobnost z nedavno prej odkrito beljakovino CTLA-4. Z opisom vloge CTLA-4 pri aktivaciji limfocitov T so jih prehiteli raziskovalci podjetja Bristol Myers Squibb, a so se motili – z dodatnimi poskusi sta Allison in Krummel dokazala, da ne gre za še en aktivator, pač pa za inhibitor. Ta se je izkazal za še močnejši dejavnik od CD28 in zadnji glavni del sistema kontrolnih točk aktivacije limfocitov T.
Skladno s svojim osnovnim zanimanjem je Allison s takratno podoktorsko raziskovalko v svojem laboratoriju Dano Leach zasnoval serijo poskusov blokiranja CTLA-4 pri miših, ki so jih okužili s tumorji, in dosegel popoln uspeh. Protitelo, ki blokira CTLA-4 pri ljudeh, je ameriška Food and Drug Administration leta 2011 odobrila kot protitumorsko zdravilo ipilimumab. Allison je medtem, leta 2004, odšel na Memorial Sloan Kettering Cancer Center v New Yorku, saj je želel sodelovati v kliničnem preskušanju novega zdravila, leta 2012 pa je postal profesor in vodja oddelka za imunologijo na Centru za raka M.D. Anderson Univerze v Teksasu. Tam zdaj nadaljuje z raziskavami učinka ipilimumaba na različne tipe raka.
Leta 2012 se je ločil od dolgoletne žene Malinde in se dve leti kasneje poročil s sodelavko Padmanee Sharma. V prostem času občasno še nastopa z blues skupino The Checkpoints, ki jo je sestavil s kolegi imunologi in onkologi.

## Priznanja
Allisonov pristop k borbi proti raku – imunoterapija – je dolgo časa veljal za neobetavnega, po prvih kliničnih uspehih pa so se začela vrstiti priznanja za odprtje četrtega poglavitnega pristopa k zdravljenju raka po kirurgiji, obsevanju in kemoterapiji. Sodeč po kvantitativni analizi je bil Allison v 2010. letih sploh najuspešnejši znanstvenik na svetu po merilu najprestižnejših nagrad v znanosti, saj jih je prejel 13 od 40 z vseh področij znanosti.
Med pomembnejšimi nagradami so Nagrada Louise Gross Horwitz (2014), Lasker-DeBakeyjeva nagrada za klinične medicinske raziskave (2015), Wolfova nagrada za medicino (2017) in leta 2018 še Nobelova nagrada za fiziologijo ali medicino. Slednjo si je razdelil s Tasukujem Hondžom, ki je odkril soroden mehanizem zaviranja imunskega odziva z beljakovino PD-1.
Leta 1997 je bil izvoljen za člana Nacionalne akademije znanosti ZDA, poleg tega pa je tudi član ameriške Nacionalne akademije medicine. Revija Time ga je leta 2017 uvrstila na svoj seznam stotih najvplivnejših ljudi.